# وادي ممنا
يقع وادي ممنا في تهامة منطقة الباحة، ويتبع إداريا لمحافظة المخواة التي يبعد عنها حوالي 10 كم باتجاه الغرب، وينتهي بجبل صغير يطل على وادي دوقة التابع لمحافظة قلوة وهو أحد أودية بني عمر الأشاعيب ويعتبر من أكبر الأودية ويبلغ طوله حوالي 17 كم تحيط به سلسلة من الجبال، ومن أشهرها جبل التيس الارتفاع من ثلاث جهات ويتكون من حوالي 22 قرية.

## سبب التسمية
سمي وادي ممنا بهذا الاسم منذ القدم ويذكر أن هذا الوادي كان يشتهر بكثرة الزراعة وكثرة المياه وكان أهل الوادي من أكثر الأودية اهتماماً بمزارعهم وذلك لكثرة المياه فكان هذا الوادي عبارة عن مناطق زراعية خضراء وكانت المياه تجري منه بشكل جميل ومغرٍ فكان يضرب بهذا الوادي المثل في الجمال وكان بمثابة الأمنية للأودية والمناطق المجاورة أن يكون لهم مثل هذا الوادي وعندما أصبح أمنية أسموه ممنا وأطلق عليه هذا الاسم.